# Norman I. Platnick
Norm Platnick, de son nom complet Norman Ira Platnick, est un arachnologiste américain né le 30 décembre 1951 à Bluefield (Virginie-Occidentale) et mort le 8 avril 2020.
Il est professeur émérite de la Richard Gilder Graduate School et conservateur émérite de la Peter J. Solomon Family au département des invertébrés du Muséum américain d'histoire naturelle. Au cours de sa carrière, il décrit 159 genres et plus de 2 000 espèces d'araignées nouveaux pour la science.

## Biographie
Nommé docteur en philosophie (PhD) de l'université Harvard en 1973, Norman I. Platnick a décrit des milliers d'espèces d'araignées du monde entier appartenant à des familles variées (Actinopodidae, Ctenizidae, Gradungulidae, Hexathelidae, Lamponidae, Mecicobothriidae, Microstigmatidae…) ainsi que des ricinules. Il est également le créateur en 2000 du World Spider Catalog, un site du muséum américain d'histoire naturelle qui répertorie la littérature sur l'arachnologie et maintient une liste de toutes les espèces d'araignées qui ont déjà été décrites. Cette liste fait suite aux travaux de Carl Friedrich Roewer (1881-1963), de Pierre Bonnet (1897-1990) et de Paolo Marcello Brignoli (1942-1986).
Norman I. Platnick est l'un des membres fondateurs de la Willi Hennig Society (en), en 1980, et son quatrième président (1991-1992). En collaboration avec l'ichtyologiste Gareth J. Nelson, il contribue à la systématique cladistique dans ses relations avec la biogéographie de la vicariance des espèces. À ce titre, Platnick figure parmi les fondateurs de la biogéographie de la vicariance, méthode d'analyse de la biogéographie historique.
Il appartient au courant « pattern » de l'école de systématique cladistique.

## Taxons dédiés
Les genres suivants sont dédiés à Norm Platnick :
- Normplatnicka Rix & Harvey, 2010
- Platnick Marusik & Fomichev, 2020
- Platnickia Jocqué, 1991
- Platnickina Koçak & Kemal, 2008
- Platnickopoda Jäger, 2020
- Platnickus Liu & Zhang, 2023
- Platnicknia Özdikmen & Demir, 2009, désormais considéré comme un synonyme de Modisimus Simon, 1893

Ainsi que les espèces suivantes :
- Agyneta platnicki Dupérré, 2013
- Ananteris platnicki Lourenço, 1993
- Anapisona platnicki Brignoli, 1981
- Aphonopelma platnicki Smith, 1995
- Apodigona platnicki Shear, 1988
- Aucana platnicki Huber, 2000
- Austrarchaea platnickorum Rix & Harvey, 2011
- Centruroides platnicki Armas, 1981
- Chalcoscirtus platnicki Marusik, 1995
- Chilehexops platnicki Coyle, 1986
- Cocalodes platnicki Wanless, 1982
- Coelotes platnicki Wang & Ono, 1998, désormais Femoracoelotes platnicki (Wang & Ono, 1998)
- Cryptocellus platnicki Botero	Trujillo & Pérez, 2008
- Diasia platnicki Maury, 1987
- Drassodes platnicki Song, Zhu & Zhang, 2004, désormais considéré comme un synonyme de Drassodes natali Esyunin & Tuneva, 2002
- Drassyllus platnicki Gajbe, 1987
- Eilica platnicki Tikader & Gajbe, 1977
- Gigiella platnicki Rix & Harvey, 2010
- Hortipes platnicki Bosselaers & Jocqué, 2000
- Mandjelia platnicki Raven, 1994
- Marengo platnicki Zabka, 1999, désormais Philates platnicki (Zabka, 1999)
- May norm Jäger & Krehenwinkel, 2015
- Mecysmauchenius platnicki Grismado & Ramírez, 2005
- Neocteniza platnicki Goloboff, 1987
- Neoscona platnicki Gajbe & Gajbe, 2001
- Neotrops platnicki Grismado & Ramírez, 2013
- Neozimiris platnicki Alayón, 1992, désormais considéré comme un synonyme de Zimiris doriae Simon, 1882
- Niarchos normani Dupérré & Tapia, 2017
- Oedignatha platnicki Song & Zhu, 1998
- Olin platnicki Deeleman	Reinhold, 2001
- Opopaea platnicki Baehr, 2013
- Orchestina platnicki Izquierdo, 2017
- Otiothops platnicki Wunderlich, 1999
- Ozarchaea platnicki Rix, 2006
- Parasyrisca platnicki Marusik, Fomichev & Omelko, 2019
- Physocyclus platnicki Valdez	Mondragón, 2010
- Prethopalpus platnicki Baehr & Harvey, 2012
- Pseudocellus platnicki Valdez	Mondragón & Francke, 2011
- Simlops platnicki Bonaldo, 2014
- Sobasina platnicki Prószyński & Deeleman	Reinhold, 2013
- Spartaeus platnicki Song, Chen & Gong, 1991
- Teeatta platnicki Davies, 2005
- Tricharinus platnicki Quintero, 1986, désormais Charinus platnicki (Quintero, 1986)
- Troglosiro platnicki Shear, 1993
- Vaejovis platnicki Sissom, 1991, désormais Franckeus platnicki (Sissom, 1991)
- Zalmopsylla platnicki Kury & Pérez	González, 2002
- Zelotes platnicki Zhang, Song & Zhu, 2001, désormais Marjanus platnicki (Zhang, Song & Zhu, 2001)
- Zimiromus platnicki Brescovit & Höfer, 1994

## Publications (sélection)
1971
- (en) N I Platnick, « The evolution of courtship behaviour in spiders », Bulletin of the British Arachnological Society, British Arachnological Society (d), vol. 2, no 3,‎ 1971, p. 40-47 (ISSN 0524-4994, OCLC 01537128, lire en ligne).

1972
- (en) Norman I. Platnick, « Notes on the pepinensis group of the crab spider genus Ebo (Araneae: Thomisidae) », Psyche, Hindawi Publishing Corporation (d) et Cambridge Entomological Club, vol. 79, nos 1-2,‎ 1972, p. 58–60 (ISSN 0033-2615 et 1687-7438, OCLC 191673651, DOI 10.1155/1972/62385).

1973
- A Revision of the North American Spiders of the Family Anyphaenidae, thèse de doctorat, université Harvard, 1973
- (en) Norman I. Platnick et Herbert W. Levi, « On family names of spiders », Bulletin of the British Arachnological Society, British Arachnological Society (d), vol. 2, no 8,‎ 1973, p. 166-167 (ISSN 0524-4994, OCLC 01537128, lire en ligne).

1975
- (en) Norman I. Platnick, « The male of Gnaphosa sonora (Araneae, Gnaphosidae) », Journal of Arachnology, Lubbock, American Arachnological Society, vol. 3, no 2,‎ 1975, p. 135-136 (ISSN 0161-8202 et 1937-2396, OCLC 2215102, JSTOR 3705292).
- (en) Norman I. Platnick et Mohammad U. Shadab, « A new genus of the spider subfamily Gnaphosinae from the Virgin Islands (Araneae, Gnaphosidae) », Journal of Arachnology, Lubbock, American Arachnological Society, vol. 3, no 3,‎ 1975, p. 191-194 (ISSN 0161-8202 et 1937-2396, OCLC 2215102, JSTOR 3704942).
- (en) Norman I Platnick, « Notes on Spiders from the Falkland Islands (Arachnida, Araneae) », Journal of Arachnology, Lubbock, American Arachnological Society, vol. 3, no 3,‎ 1975, p. 195-198 (ISSN 0161-8202 et 1937-2396, OCLC 2215102, JSTOR 3704943).
- (en) Norman I Platnick, « Notes on the Spider Genus Paratheuma Bryant (Arachnida, Araneae) », Journal of Arachnology, Lubbock, American Arachnological Society, vol. 3, no 3,‎ 1975, p. 199-201 (ISSN 0161-8202 et 1937-2396, OCLC 2215102, JSTOR 3704944).
- (en) Norman I Platnick, « Notes on Chilean Palpimanidae (Arachnida, Araneae) », Journal of Arachnology, Lubbock, American Arachnological Society, vol. 3, no 3,‎ 1975, p. 203-205 (ISSN 0161-8202 et 1937-2396, OCLC 2215102, JSTOR 3704945).

1976
- (en) Norman I Platnick, « New Species and Records of the Anyphaena celer Group in Mexico (Araneae, Anyphaenidae) », Journal of Arachnology, Lubbock, American Arachnological Society, vol. 4, no 3,‎ 1976, p. 207-210 (ISSN 0161-8202 et 1937-2396, OCLC 2215102, JSTOR 3705019).
- (en) N I Platnick, « A new Eilica from India (Araneae, Gnaphosidae) », Bulletin of the British Arachnological Society, British Arachnological Society (d), vol. 3, no 7,‎ 1976, p. 189-190 (ISSN 0524-4994, OCLC 01537128, lire en ligne).

1977
- (en) Norman I. Platnick et H. Don Cameron, « Cladistic Methods in Textual, Linguistic, and Phylogenetic Analysis », Systematic Zoology, Allen Press (d), vol. 26, no 4,‎ décembre 1977, p. 380 (ISSN 0039-7989 et 2330-1198, DOI 10.2307/2412794, JSTOR 2412794).
- (en) N I Platnick, « Salticidae and the Holarctic fauna », Peckhamia, vol. 1, no 2,‎ 1977, p. 23-24 (ISSN 2161-8526 et 1944-8120, OCLC 19834872, lire en ligne).
- (en) Norman I Platnick, « Two New Species of Lygromma (Araneae, Gnaphosidae) », Journal of Arachnology, Lubbock, American Arachnological Society, vol. 5, no 2,‎ 1977, p. 151-152 (ISSN 0161-8202 et 1937-2396, OCLC 2215102, JSTOR 3705160).
- (en) Norman I Platnick, « A New Otiothops from Colombia (Araneae, Palpimanidae) », Journal of Arachnology, Lubbock, American Arachnological Society, vol. 5, no 2,‎ 1977, p. 184-184 (ISSN 0161-8202 et 1937-2396, OCLC 2215102, JSTOR 3705164).
- (en) N I Platnick, « A prodidomine spider from Australia (Araneae, Gnaphosidae) », Bulletin of the British Arachnological Society, British Arachnological Society (d), vol. 4, no 2,‎ 1977, p. 72-73 (ISSN 0524-4994, OCLC 01537128, lire en ligne).

1978
- (en) Norman I Platnick, « A Revision of the Spider Genus Barrisca (Araneae, Rhoicininae) », Journal of Arachnology, Lubbock, American Arachnological Society, vol. 6, no 3,‎ 1978, p. 213-217 (ISSN 0161-8202 et 1937-2396, OCLC 2215102, JSTOR 3705091).
- (en) N I Platnick, « On Australian Eilica (Araneae, Gnaposidae) », Bulletin of the British Arachnological Society, British Arachnological Society (d), vol. 4, no 5,‎ 1978, p. 226-227 (ISSN 0524-4994, OCLC 01537128, lire en ligne).

1979
- (en) N I Platnick, « A new Symphytognatha from New Guinea (Araneae, Symphytognathidae) », Bulletin of the British Arachnological Society, British Arachnological Society (d), vol. 4, no 8,‎ 1979, p. 337-338 (ISSN 0524-4994, OCLC 01537128, lire en ligne).
- avec Willis J. Gertsch (1906-1998) « A Revision of the Spider Family Mecicobothriidae (Araneae, Mygalomorphae) », American Museum novitates no 2687, 1979 (extrait en ligne (PDF))

1981
- (en) Gareth Nelson et Norman Platnick, Systematics and Biogeography : Cladistics and Vicariance, New York, Columbia University Press, 1981, xi + 567 (ISBN 0-231-04574-3, OCLC 299405013, SUDOC 022831509).
- (en) Norman I Platnick, « On the Spider Genus Odontodrassus (Araneae, Gnaphosidae) », Journal of Arachnology, Lubbock, American Arachnological Society, vol. 9, no 3,‎ 1981, p. 331-334 (ISSN 0161-8202 et 1937-2396, OCLC 2215102, JSTOR 3705073).
- (en) N I Platnick, « A review of the spider subfamily Palpimaninae (Araneae, Palpimanidae), I », Bulletin of the British Arachnological Society, British Arachnological Society (d), vol. 5, no 4,‎ 1981, p. 169-173 (ISSN 0524-4994, OCLC 01537128, lire en ligne).

1986
- (en) J A Murphy et N I Platnick, « On Zelotes subterraneus (C.L.KOCH) in Britain (Araneae, Gnaphosidae) », Bulletin of the British Arachnological Society, British Arachnological Society (d), vol. 7, no 3,‎ 1986, p. 97-100 (ISSN 0524-4994, OCLC 01537128, lire en ligne).
- (en) N I Platnick, « A revision of the spider genus Trochanteria (Araneae: Gnaphosoidea) », Bulletin of the British Arachnological Society, British Arachnological Society (d), vol. 7, no 1,‎ 1986, p. 29-33 (ISSN 0524-4994, OCLC 01537128, lire en ligne).

1987
- (en) Norman I. Platnick et John A. Murphy, « Studies on Malagasy spiders, 3. The zelotine Gnaphosidae (Araneae, Gnaphosoidea), with a review of the genus Camillina », American Museum Novitates, New York, Musée américain d'histoire naturelle, vol. 2874,‎ 1987, p. 1-33 (ISSN 0003-0082 et 1937-352X, OCLC 47720325, lire en ligne).

1988
- (en) Norman I. Platnick, « Programs for quicker relationships », Nature, NPG et Springer Science+Business Media, vol. 335, no 6188,‎ septembre 1988, p. 310-310 (ISSN 1476-4687 et 0028-0836, OCLC 01586310, DOI 10.1038/335310A0).

1990
- « Spinneret Morphology and the Phylogeny of Ground Spiders (Araneae, Gnaphosoidea) », American Museum Novitates no 2978, 1990, p. 1-42 (lire en ligne (PDF))

1991
- avec J.A. Coddington, R.R. Forster et C.E. Griswold, « Spinneret Morphology and the Phylogeny of Haplogyne Spiders (Araneae, Araneomorphae) », American Museum Novitates no 3016, 1991, p. 1-73 (lire en ligne (PDF))
- (en) Gareth Nelson et Norman I. Platnick, « Three-taxon statements: A more precise use of parsimony? », Cladistics, Londres, Wiley-Blackwell, vol. 7, no 4,‎ décembre 1991, p. 351-366 (ISSN 0748-3007 et 1096-0031, OCLC 612102944, DOI 10.1111/J.1096-0031.1991.TB00044.X).
- (en) Norman I Platnick et Martín J Ramírez, « On South American Teminius (Araneae, Miturgidae) », Journal of Arachnology, Lubbock, American Arachnological Society, vol. 19, no 1,‎ 1991, p. 1-3 (ISSN 0161-8202 et 1937-2396, OCLC 2215102, JSTOR 3705536).
- (en) Vladimir I Ovtsharenko et Norman I Platnick, « On the Spider Genus Fedotovia (Araneae, Gnaphosidae) », Journal of Arachnology, Lubbock, American Arachnological Society, vol. 19, no 2,‎ 1991, p. 102-104 (ISSN 0161-8202 et 1937-2396, OCLC 2215102, JSTOR 3705657).
- (en) Norman I Platnick et Vladimir I Ovtsharenko, « On Eurasian and American Talanites (Araneae, Gnaphosidae) », Journal of Arachnology, Lubbock, American Arachnological Society, vol. 19, no 2,‎ 1991, p. 115-121 (ISSN 0161-8202 et 1937-2396, OCLC 2215102, JSTOR 3705660).
- (en) N I Platnick, « On western Australian Austrarchaea (Araneae, Archaeidae) », Bulletin of the British Arachnological Society, British Arachnological Society (d), vol. 8, no 8,‎ 1991, p. 259-260 (ISSN 0524-4994, OCLC 01537128, lire en ligne).

1993
- (en) Norman I Platnick, « On the Female of Cryptocellus goodnighti (Arachnida: Ricinulei) », Journal of Arachnology, Lubbock, American Arachnological Society, vol. 21, no 1,‎ 1993, p. 79-80 (ISSN 0161-8202 et 1937-2396, OCLC 2215102, JSTOR 3705384).
- (en) Norman I Platnick, « The Female of Gallieniella betroka (Araneae, Gallieniellidae) », Journal of Arachnology, Lubbock, American Arachnological Society, vol. 21, no 2,‎ 1993, p. 152-152 (ISSN 0161-8202 et 1937-2396, OCLC 2215102, JSTOR 3705824).

1994
- (en) Norman I Platnick et U A Gajbe, « Supplementary Notes on the Ground Spider Family Cithaeronidae (Araneae, Gnaphosoidea) », Journal of Arachnology, Lubbock, American Arachnological Society, vol. 22, no 1,‎ 1994, p. 82-83 (ISSN 0161-8202 et 1937-2396, OCLC 2215102, JSTOR 3705717).

1995
- (en) Norman I Platnick, « New Species and Records of the Ground Spider Family Gallieniellidae (Araneae, Gnaphosoidea) from Madagascar », Journal of Arachnology, Lubbock, American Arachnological Society, vol. 23, no 1,‎ 1995, p. 9-12 (ISSN 0161-8202 et 1937-2396, OCLC 2215102, JSTOR 3705903).
- (en) Norman I Platnick et Alexandre B Bonaldo, « On the Spider Genus Hebrithele (Araneae, Miturgidae) », Journal of Arachnology, Lubbock, American Arachnological Society, vol. 23, no 1,‎ 1995, p. 13-16 (ISSN 0161-8202 et 1937-2396, OCLC 2215102, JSTOR 3705904).

1997
- (en) Norman I Platnick, « On Some Camillina from Southern Africa (Araneae, Gnaphosidae) », Journal of Arachnology, Lubbock, American Arachnological Society, vol. 25, no 1,‎ 1997, p. 97-98 (ISSN 0161-8202 et 1937-2396, OCLC 2215102, JSTOR 3705531).

1998
- « Advances in Spider Taxonomy (1992-1995), with Redescriptions (1940-1980) », New York Entomological Society, 1998, 976 pp.
- (en) N I Platnick et J A Murphy, « On the widespread species Zelotes schmitzi (Araneae: Gnaphosidae) », Bulletin of the British Arachnological Society, British Arachnological Society (d), vol. 11, no 3,‎ 1998, p. 118-119 (ISSN 0524-4994, OCLC 01537128, lire en ligne).

1999
- « Dimensions of Biodiversity: Targeting Megadiverse Groups », dans J. Cracraft et F.T. Grifo, The Living Planet in Crisis: Biodiversity Science and Policy, Columbia University Press, 1999, p. 33-52
- (en) Joachim Adis, Benjamin Messner et Norman Platnick, « Morphological Structures and Vertical Distribution in the Soil Indicate Facultative Plastron Respiration in Cryptocellus adisi (Arachnida, Ricinulei) from Central Amazonia », Studies on Neotropical Fauna and Environment, Taylor & Francis, vol. 34, no 1,‎ 1er avril 1999, p. 1-9 (ISSN 0165-0521 et 1744-5140, DOI 10.1076/SNFE.34.1.1.8915).
- (en) Charles E Griswold, Jonathan A Coddington, Norman I Platnick et Raymond R Forster, « Towards a Phylogeny of Entelegyne Spiders (Araneae, Araneomorphae, Entelegynae) », Journal of Arachnology, Lubbock, American Arachnological Society, vol. 27, no 1,‎ 1999, p. 53-63 (ISSN 0161-8202 et 1937-2396, OCLC 2215102, JSTOR 3705965).
- (en) Norman I Platnick et Thomas R Prentice, « A New Species of the Spider Genus Zelotes (Araneae, Gnaphosidae) from California », Journal of Arachnology, Lubbock, American Arachnological Society, vol. 27, no 3,‎ 1999, p. 672-674 (ISSN 0161-8202 et 1937-2396, OCLC 2215102, JSTOR 3706344).
- (en) Martín J Ramírez et Norman I Platnick, « On Sofanapis antillanca (Araneae, Anapidae) as a Kleptoparasite of Austrochiline Spiders (Araneae, Austrochilidae) », Journal of Arachnology, Lubbock, American Arachnological Society, vol. 27, no 2,‎ 1999, p. 547-549 (ISSN 0161-8202 et 1937-2396, OCLC 2215102, JSTOR 3706055).

2000
- « A Relimitation and Revision of the Australasian Ground Spider Family Lamponidae (Araneae: Gnaphosoidea) », Bulletin of the American Museum of Natural History no 245, 2000, p. 1-330 (lire en ligne - extrait en ligne (PDF))

2003
- (en) Cristian J. Grismado, Lara Lopardo et Norman I. Platnick, « A new species of Austrochilus from Chile (Araneae, Austrochilidae, Austrochilinae) », Journal of Arachnology, Lubbock, American Arachnological Society, vol. 31, no 1,‎ avril 2003, p. 148–150 (ISSN 0161-8202 et 1937-2396, OCLC 2215102, DOI 10.1636/0161-8202(2003)031[0148:ANSOAF]2.0.CO;2).

2006
- (en) Norman I. Platnick et Barbara Baehr, « A revision of the Australasian ground spiders of the family Prodidomidae (Araneae, Gnaphosoidea) », Bulletin of the American Museum of Natural History, New York, Musée américain d'histoire naturelle, vol. 298,‎ 29 mars 2006, p. 1-287 (ISSN 0003-0090 et 1937-3546, OCLC 1287364, DOI 10.1206/0003-0090(2006)298[1:AROTAG]2.0.CO;2).

2007
- (en) Norman I. Platnick et Norman Horner, « A new species of Drassyllus (Araneae, Gnaphosidae) from West Texas », Journal of Arachnology, Lubbock, American Arachnological Society, vol. 35, no 1,‎ avril 2007, p. 197–198 (ISSN 0161-8202 et 1937-2396, OCLC 2215102, DOI 10.1636/H06-10.1).
- (en) Norman I. Platnick et Darrell Ubick, « On a new species group in the spider genus Socalchemmis (Araneae, Tengellidae) », Journal of Arachnology, Lubbock, American Arachnological Society, vol. 35, no 1,‎ avril 2007, p. 205–207 (ISSN 0161-8202 et 1937-2396, OCLC 2215102, DOI 10.1636/H06-22.1).

2008
- (en) Norman I. Platnick et Luis Fernando García H., « Taxonomic notes on Colombian Cryptocellus (Arachnida, Ricinulei) », Journal of Arachnology, Lubbock, American Arachnological Society, vol. 36, no 1,‎ avril 2008, p. 145–149 (ISSN 0161-8202 et 1937-2396, OCLC 2215102, DOI 10.1636/H07-27.1).

2009
- (en) Norman Platnick et Peter Jaeger, « A new species of the basal araneomorph spider genus Ectatosticta », ZooKeys, Sofia, Pensoft Publishers (d), vol. 16, no 16,‎ 29 juillet 2009, p. 209-215 (ISSN 1313-2989 et 1313-2970, OCLC 248547717, DOI 10.3897/ZOOKEYS.16.231).
- (en) Norman I. Platnick et Nadine Dupérré, « The American Goblin Spiders of the New Genus Escaphiella (Araneae, Oonopidae) », Bulletin of the American Museum of Natural History, New York, Musée américain d'histoire naturelle, vol. 328,‎ 3 septembre 2009, p. 1-151 (ISSN 0003-0090 et 1937-3546, OCLC 1287364, DOI 10.1206/679.1).

2010
- (en) Alexander Sánchez-Ruiz, Norman I. Platnick et Nadine Dupérré, « A New Genus of the Spider Family Caponiidae (Araneae, Haplogynae) from the West Indies », American Museum Novitates, New York, Musée américain d'histoire naturelle, vol. 3705,‎ décembre 2010, p. 1-44 (ISSN 0003-0082 et 1937-352X, OCLC 47720325, DOI 10.1206/3705.2).
- (en) Norman I. Platnick et Nadine Dupérré, « The Andean Goblin Spiders of the New Genera Niarchos and Scaphios (Araneae, Oonopidae) », Bulletin of the American Museum of Natural History, New York, Musée américain d'histoire naturelle, vol. 345,‎ 8 décembre 2010, p. 1-120 (ISSN 0003-0090 et 1937-3546, OCLC 1287364, DOI 10.1206/727.1).
- (en) Norman I. Platnick et Nadine Dupérré, « The Goblin Spider Genus Scaphiella (Araneae, Oonopidae) », Bulletin of the American Museum of Natural History, New York, Musée américain d'histoire naturelle, vol. 332,‎ 15 mars 2010, p. 1-156 (ISSN 0003-0090 et 1937-3546, OCLC 1287364, DOI 10.1206/700.1).

2011
- (en) Norman I Platnick, « The poverty of the phylocode: a reply to de Queiroz and Donoghue », Systematic Biology, OUP, vol. 61, no 2,‎ 26 décembre 2011, p. 360-361 (ISSN 1063-5157 et 1076-836X, OCLC 34872116, PMID 22201160, DOI 10.1093/SYSBIO/SYR117, lire en ligne).
- (en) Maria Luisa Jiménez, Norman I. Platnick et Nadine Dupérré, « The haplogyne spider genus Nopsides (Araneae, Caponiidae), with notes on Amrishoonops », American Museum Novitates, New York, Musée américain d'histoire naturelle, vol. 3708, no 3708,‎ avril 2011, p. 1-18 (ISSN 0003-0082 et 1937-352X, OCLC 47720325, DOI 10.1206/3708.2).
- (en) Norman I. Platnick, Nadine Dupérré, Ricardo Ott et Yvonne Kranz-Baltensperger, « The goblin spider genus Brignolia (Araneae, Oonopidae) », Bulletin of the American Museum of Natural History, New York, Musée américain d'histoire naturelle, vol. 349,‎ 29 avril 2011, p. 1-131 (ISSN 0003-0090 et 1937-3546, OCLC 1287364, DOI 10.1206/743.1, lire en ligne).
- (en) Norman I. Platnick et Nadine Dupérré, « The Andean goblin spiders of the new genus Scaphidysderina (Araneae, Oonopidae), with notes on Dysderina », American Museum Novitates, New York, Musée américain d'histoire naturelle, vol. 3712, no 3712,‎ avril 2011, p. 1-51 (ISSN 0003-0082 et 1937-352X, OCLC 47720325, DOI 10.1206/3712.2).
- (en) Norman I. Platnick et Nadine Dupérré, « The Goblin Spider GenusSimonoonops(Araneae, Oonopidae) », American Museum Novitates, New York, Musée américain d'histoire naturelle, vol. 3724, no 3724,‎ octobre 2011, p. 1-30 (ISSN 0003-0082 et 1937-352X, OCLC 47720325, DOI 10.1206/3724.2).

2012
- (en) Norman I Platnick, « The Information Content of Taxon Names: A Reply to de Queiroz and Donoghue », Systematic Biology, OUP, vol. 62, no 1,‎ 22 juin 2012, p. 175-176 (ISSN 1063-5157 et 1076-836X, OCLC 34872116, PMID 22730418, DOI 10.1093/SYSBIO/SYS059, lire en ligne).
- (en) Norman I. Platnick, Naiara Abrahim, Fernando Álvarez-Padilla, Daniela Andriamalala, Barbara C. Baehr, Léon Baert, Alexandre B. Bonaldo, Antonio D. Brescovit, Natalia Chousou-Polydouri, Nadine Dupérré, Beata Eichenberger, Wouter Fannes, Eva Gaublomme, Rosemary G. Gillespie, Cristian J. Grismado, Charles E. Griswold, Mark S. Harvey, Arnaud Henrard, Gustavo Hormiga, Matías A. Izquierdo, Rudy Jocqué, Yvonne Kranz-Baltensperger, Christian Kropf, Ricardo Ott, Martín J. Ramírez, Robert J. Raven, Cristina A. Rheims, Gustavo R.S. Ruiz, Adalberto J. Santos, Alma Saucedo, Petra Sierwald, Tamás Szüts, Darrell Ubick et Xin-Ping Wang, « Tarsal Organ Morphology and the Phylogeny of Goblin Spiders (Araneae, Oonopidae), with Notes on Basal Genera », American Museum Novitates, New York, Musée américain d'histoire naturelle, vol. 3736, no 3736,‎ février 2012, p. 1-52 (ISSN 0003-0082 et 1937-352X, OCLC 47720325, DOI 10.1206/3736.2).
- (en) Norman I. Platnick, Lily Berniker et Yvonne Kranz-Baltensperger, « The goblin spider genus Ischnothyreus (Araneae, Oonopidae) in the New World », American Museum Novitates, New York, Musée américain d'histoire naturelle, vol. 3759, no 3759,‎ septembre 2012, p. 1-32 (ISSN 0003-0082 et 1937-352X, OCLC 47720325, DOI 10.1206/3759.2).
- (en) Norman I. Platnick, Nadine Dupérré et Lily Berniker, « The goblin spider genera Stenoonops and Longoonops (Araneae: Oonopidae) in Cuba and the Virgin Islands », Entomologica Americana, New York Entomological Society (d) et BioOne, vol. 118, no 1,‎ janvier 2012, p. 34-43 (ISSN 1947-5136 et 1947-5144, DOI 10.1664/12-RA-006.1).
- (en) Norman I. Platnick, Nadine Dupérré, Ricardo Ott, Barbara C. Baehr et Yvonne Kranz-Baltensperger, « The goblin spider genus Pelicinus (Araneae, Oonopidae), Part 1 », American Museum Novitates, New York, Musée américain d'histoire naturelle, vol. 3741, no 3741,‎ avril 2012, p. 1-43 (ISSN 0003-0082 et 1937-352X, OCLC 47720325, DOI 10.1206/3741.2).
- (en) Norman I. Platnick et Nadine Dupérré, « The Caribbean goblin spider genera Scaphioides and Hortoonops (Araneae, Oonopidae) », American Museum Novitates, New York, Musée américain d'histoire naturelle, vol. 3751, no 3751,‎ juillet 2012, p. 1-62 (ISSN 0003-0082 et 1937-352X, OCLC 47720325, DOI 10.1206/3751.2).
- (en) Norman I. Platnick et Nadine Dupérré, « The goblin spider genus Costarina (Araneae, Oonopidae), Part 1 », American Museum Novitates, New York, Musée américain d'histoire naturelle, vol. 3730, no 3730,‎ janvier 2012, p. 1-64 (ISSN 0003-0082 et 1937-352X, OCLC 47720325, DOI 10.1206/3730.2).
- (en) Norman I. Platnick, Nadine Dupérré, Darrell Ubick et Wouter Fannes, « Got Males?: The Enigmatic Goblin Spider GenusTriaeris(Araneae, Oonopidae) », American Museum Novitates, New York, Musée américain d'histoire naturelle, vol. 3756, no 3756,‎ septembre 2012, p. 1-36 (ISSN 0003-0082 et 1937-352X, OCLC 47720325, DOI 10.1206/3756.2).

2013
- (en) Norman I. Platnick et Robert J. Raven, « Spider Systematics: Past and Future », Zootaxa, Magnolia Press (d), vol. 3683, no 5,‎ 8 juillet 2013, p. 595–600 (ISSN 1175-5334 et 1175-5326, OCLC 49030618, PMID 25250473, DOI 10.11646/ZOOTAXA.3683.5.8).
- (en) Norman I. Platnick, « Reification, Matrices, and the Interrelationships of Goblin Spiders », Zootaxa, Magnolia Press (d), vol. 3608, no 4,‎ 21 janvier 2013, p. 278–280 (ISSN 1175-5334 et 1175-5326, OCLC 49030618, PMID 24614470, DOI 10.11646/ZOOTAXA.3608.4.6).
- (en) Norman I. Platnick, Nadine Dupérré, Lily Berniker et Alexandre B. Bonaldo, « The Goblin Spider Genera Prodysderina, Aschnaoonops, and Bidysderina (Araneae, Oonopidae) », Bulletin of the American Museum of Natural History, New York, Musée américain d'histoire naturelle, vol. 373,‎ 10 février 2013, p. 1-102 (ISSN 0003-0090 et 1937-3546, OCLC 1287364, DOI 10.1206/822.1).
- (en) Norman I. Platnick et Lily Berniker, « The Goblin Spider GenusOonopoidesin North and Central America (Araneae, Oonopidae) », American Museum Novitates, New York, Musée américain d'histoire naturelle, vol. 3788, no 3788,‎ 8 novembre 2013, p. 1-38 (ISSN 0003-0082 et 1937-352X, OCLC 47720325, DOI 10.1206/3788.1).
- (en) Ricardo Ott, Norman I. Platnick, Lily Berniker et Alexandre B. Bonaldo, « Basibulbus, a Hard-Bodied, Haplogyne Spider Genus from Chile (Araneae, Dysderoidea) », American Museum Novitates, New York, Musée américain d'histoire naturelle, vol. 3775, no 3771,‎ 29 mai 2013, p. 1-20 (ISSN 0003-0082 et 1937-352X, OCLC 47720325, DOI 10.1206/3775.2).
- (en) Norman I. Platnick et Lily Berniker, « The Soft-Bodied Goblin Spiders of the New GenusNoonops(Araneae, Oonopidae) », American Museum Novitates, New York, Musée américain d'histoire naturelle, vol. 3776, no 3776,‎ 21 juin 2013, p. 1-48 (ISSN 0003-0082 et 1937-352X, OCLC 47720325, DOI 10.1206/3776.2).
- (en) Norman I. Platnick, Lily Berniker et Alexandre B. Bonaldo, « The South American Goblin Spiders of the New GeneraPseudodysderinaandTinadysderina(Araneae, Oonopidae) », American Museum Novitates, New York, Musée américain d'histoire naturelle, vol. 3787, no 3787,‎ novembre 2013, p. 1-43 (ISSN 0003-0082 et 1937-352X, OCLC 47720325, DOI 10.1206/3787.1).
- (en) Angelo Bolzern et Norman I. Platnick, « The Neotropical goblin spiders of the new genusVarioonops(Araneae, Oonopidae) », American Museum Novitates, New York, Musée américain d'histoire naturelle, vol. 3791, no 3791,‎ 11 décembre 2013, p. 1-66 (ISSN 0003-0082 et 1937-352X, OCLC 47720325, DOI 10.1206/3791.1).

2014
- (en) Norman I. Platnick, Lily Berniker et Carlos Víquez, « The Goblin Spider GenusCostarina(Araneae, Oonopidae), Part 2: the Costa Rican Fauna », American Museum Novitates, New York, Musée américain d'histoire naturelle, vol. 3794, no 3794,‎ 6 janvier 2014, p. 1-76 (ISSN 0003-0082 et 1937-352X, OCLC 47720325, DOI 10.1206/3794.1).
- (en) Norman I. Platnick et Lily Berniker, « The Neotropical goblin spiders of the new genus Reductoonops (Araneae, Oonopidae) », American Museum Novitates, New York, Musée américain d'histoire naturelle, vol. 3811, no 3811,‎ 27 août 2014, p. 1-75 (ISSN 0003-0082 et 1937-352X, OCLC 47720325, DOI 10.1206/3811.1).
- (en) Norman I. Platnick, Lily Berniker et Carlos Víquez, « A new goblin spider genus of the Zyngoonops group from Costa Rica, with notes on Coxapopha (Araneae, Oonopidae) », American Museum Novitates, New York, Musée américain d'histoire naturelle, vol. 3820, no 3820,‎ 22 décembre 2014, p. 1-20 (ISSN 0003-0082 et 1937-352X, OCLC 47720325, DOI 10.1206/3820.1).

2016
- (en) Ward C. Wheeler, Jonathan A. Coddington, Louise M. Crowley, Dimitar Dimitrov, Pablo A. Goloboff, Charles E. Griswold, Gustavo Hormiga, Lorenzo Prendini, Martín J. Ramírez, Petra Sierwald, Lina Almeida-Silva, Fernando Alvarez-Padilla, Miquel A. Arnedo, Ligia R. Benavides Silva, Suresh P. Benjamin, Jason E. Bond, Cristian J. Grismado, Emile Hasan, Marshal Hedin, Matías A. Izquierdo, Facundo M. Labarque, Joel Ledford, Lara Lopardo, Wayne P. Maddison, Jeremy A. Miller, Luis N. Piacentini, Norman I. Platnick, Daniele Polotow, Diana Silva-Dávila, Nikolaj Scharff, Tamás Szűts, Darrell Ubick, Cor J. Vink, Hannah M. Wood et Junxia Zhang, « The spider tree of life: phylogeny of Araneae based on target-gene analyses from an extensive taxon sampling », Cladistics, Londres, Wiley-Blackwell, vol. 33, no 6,‎ 12 décembre 2016, p. 574-616 (ISSN 0748-3007 et 1096-0031, OCLC 612102944, DOI 10.1111/CLA.12182).